# Denkmal der Vermählung Polens mit dem Meer

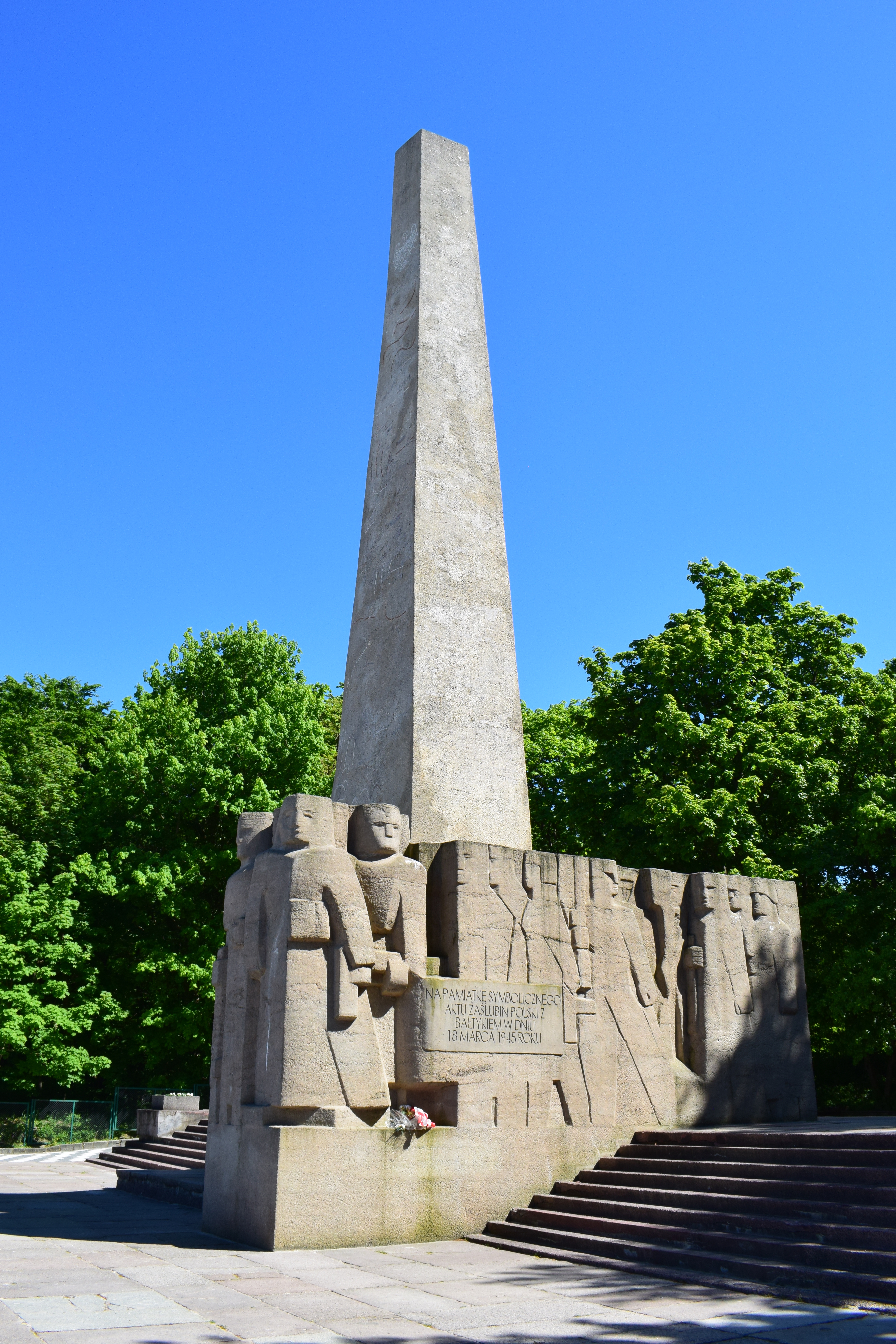
Das Denkmal 2017

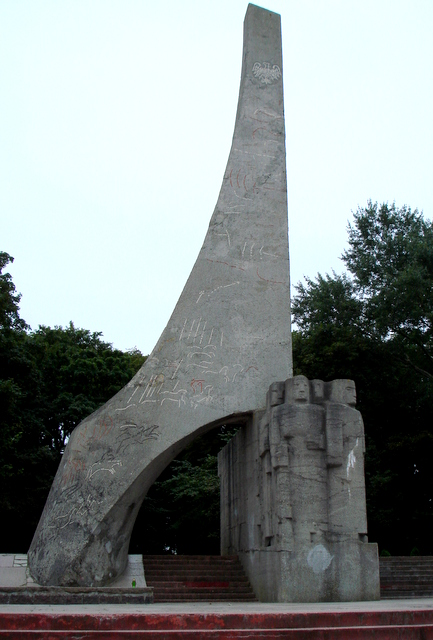
Seitenansicht

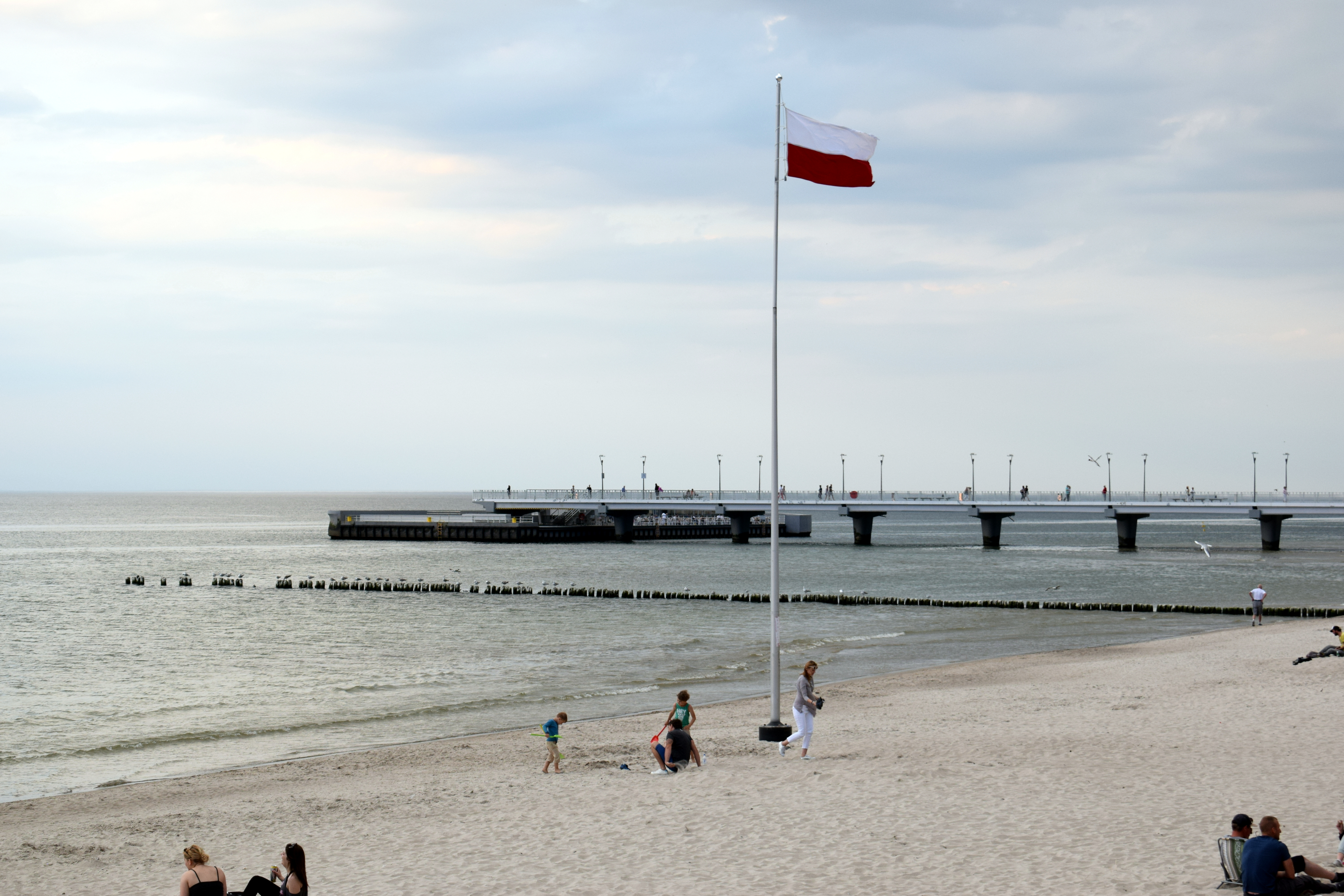
Polnische Fahne am Strand vor dem Denkmal

Das Denkmal der Vermählung Polens mit dem Meer (polnisch Pomnik Zaślubin Polski z Morzem) ist ein vom polnischen Bildhauer und Architekten Wiktor Tołkin geschaffenes Denkmal in Kołobrzeg, das 1963 eingeweiht wurde. Es erinnert an einen Staatsakt, der am 10. Januar 1920 in Puck aus Anlass der Verbindung des neu gegründeten polnischen Staats mit der Ostsee stattfand. Nach der Eroberung Kolbergs am Ende des Zweiten Weltkriegs wurde diese Zeremonie von der polnischen Armee am 18. März 1945 im pommerschen Kolberg wiederholt.

## Hintergrund
Mit Inkrafttreten des Versailler Vertrags am 10. Januar 1920 wurde der Polnische Korridor geschaffen, mit dem Polen einen Zugang zur Ostsee erhielt. Die polnische Regierung nahm dieses Ereignis von nationaler Bedeutung zum Anlass, ihr Land am 10. Februar 1920 in einem symbolischen Akt „mit dem Meer zu vermählen“. In Anwesenheit des Innenministers und späteren polnischen Präsidenten Stanisław Wojciechowski übergab General Józef Haller der Ostsee in Puck einen Ring, indem er diesen in die Wellen warf. Am 18. März 1945 wurde dieses Ritual in Kolberg wiederholt, nachdem polnische und sowjetische Streitkräfte die Stadt eingenommen hatten. Die polnische Fahne wurde im flachen Wasser in den Boden gesteckt, und Korporal Franciszek Niewidziajło (1902–1978) übergab der See den Ring.

## Beschreibung
Das Denkmal befindet sich an der Strandpromenade Kołobrzegs, dem Bulwar Jana Szymańskiego, zwischen der Seebrücke und dem Leuchtturm. Direkt am Strand, wo das Ritual 1945 vorgenommen wurde, ist die polnische Flagge gehisst.
Das Hauptelement des Denkmals ist eine stilisierte Fahne, die von Soldaten getragen wird. Zugleich bildet es ein großes Tor, durch das man aufs Meer hinausblickt. Auf Steinplatten am Fuß des Denkmals sind alle polnischen Einheiten aufgeführt, die an der Einnahme der Stadt im Jahr 1945 beteiligt waren.
An der feierlichen Enthüllung des Denkmals am 3. November 1963 nahmen 30.000 Menschen teil. Unter anderen waren der Vorsitzende des polnischen Staatsrats Aleksander Zawadzki und der Verteidigungsminister Marschall von Polen Marian Spychalski anwesend.